# Thorigné-d'Anjou
Thorigné-d'Anjou é uma comuna francesa na região administrativa da Pays de la Loire, no departamento de Maine-et-Loire. Estende-se por uma área de 16,45 km². Em 2010 a comuna tinha 1 256 habitantes (densidade: 76,4 hab./km²).